# Maison de Paul Rabaut
La maison de Paul Rabaut est un immeuble situé à Nîmes — dans le département du Gard et la région Languedoc-Roussillon — qui doit son nom au pasteur de l'Église du désert Paul Rabaut qui en était propriétaire au XVIIIe siècle. En 2001, la maison fait l'objet d’une inscription au titre des monuments historiques.

## Localisation
La maison est sise 2, rue Rabaut-Saint-Étienne.